# Cybernoid II: The Revenge
Cybernoid II: The Revenge ist ein Weltraum-Shooter, der 1988 vom Spieleentwickler Raffaele Cecco für den ZX Spectrum entwickelt und von Hewson Consultants veröffentlicht wurde. Es ist die Fortsetzung von Cybernoid.

## Gameplay
In Cybernoid II: The Revenge steuert der Spieler, wie im Vorgänger Cybernoid, ein Raumschiff durch drei Level eines Höhlensystems voller Geschütze und feindlicher Flugobjekte. Das Ziel ist es, wertvolle Fracht zurückzugewinnen, die von Piraten gestohlen wurde. Das Raumschiff ist mit verschiedenen Waffen und Schilden ausgestattet, die strategisch genutzt werden müssen, um die Herausforderungen der Level zu meistern. Das Spiel ist bekannt für seine hohe Schwierigkeit und die Notwendigkeit, präzise Manöver durchzuführen. Neu in Cybernoid II ist die Auswahl des Waffenarsenals, die der Spieler mit den Zifferntasten auswählen kann. Übernommen vom Vorgänger wurden die Smart-Bombs, Bomben für feste Ziele und Zeitbomben (verzögerte Auslösung).

## Portierungen
Das Spiel wurde für die folgenden Systeme veröffentlicht: Amiga, Amstrad CPC, Atari ST und Commodore 64
Das Spiel ist auch auf dem C64 DTV enthalten.

## Rezeption
Bei seiner Veröffentlichung erhielt Cybernoid II: The Revenge positive Kritiken für seine herausfordernden Levels und die verbesserte Grafik und Sound im Vergleich zum Vorgänger. Es wurde gelobt als ein Beispiel für technische Exzellenz auf den damaligen Heimcomputern. Die Musik des Spiels wurde besonders hervorgehoben und trägt bis heute zur Beliebtheit des Spiels bei Retro-Gaming-Fans bei.